# 圣埃斯特万-德拉萨尔加
桑特斯特韦德拉萨尔加，是西班牙加泰罗尼亚莱里达省的一个市镇。 总面积93平方公里，总人口108人（2001年），人口密度1人/平方公里。